# Juxtamusium
Juxtamusium is een geslacht van tweekleppigen uit de  familie van de Pectinidae (mantelschelpen). 

## Soorten
- Juxtamusium coudeini (Bavay, 1903)
- Juxtamusium maldivense (E. A. Smith, 1903)